# ドミトル・コマネスク
ドミトル・コマネスク（Dumitru Comănescu、1908年11月21日 - 2020年6月27日）は、ルーマニア歴代最高齢とされている長寿の男性。存命時は世界最高齢の男性とされていたが、のちにプエルトリコのエミリオ・フロレス・マルケスの方が3か月年上であったことが分かり、現在では認定は取り消されている。

## 略歴
1908年11月21日、ルーマニア王国のプラホヴァ県に生まれる。伝えられるところによると、1918年に起きたグレートユニオンのことを覚えているという。大学で農学と数学を学んで、1933年に卒業した。農学者としては、ルーマニアアカデミーのメンバーであるゲオルゲ・ロネスク＝シセシティに弟子入りし植物病理学者になり、86歳の頃に国内5位の実績を取った。当初はゲオルゲ・ティツェイカを師と仰ぐ数学者だったが、途中で農学者に変えたという。
大学を卒業して間もなく結婚し、2人の子供を育てる。1990年に妻は死去したため、子供の家に移った。108歳の頃に股関節を骨折したが、どこの病院でも手術ができなかったため、フォアゾール病院に入院した。その間、患者や医師からは地元の人気者と言われるようになった。
2020年5月28日にロバート・ウェイトンが死去したことに伴い、ギネス世界記録がドミトルを男性長寿世界一と認定した。しかし実際は前述のとおりエミリオが存命中だったため世界一ではなかった。
1か月後の2020年6月27日、111歳219日で死去。死去の数日前にルーマニア正教会から総主教十字章を授与されたばかりだった。